# När jag blundar
«När jag blundar» — пісня фінської співачки Пернілли Карлссон, з якою вона представляла Фінляндію на пісенному конкурсі Євробачення 2012 в Баку. За результатами першого півфіналу, який відбувся 22 травня 2012 року, композиція не пройшла до фіналу.